# Tagewerk

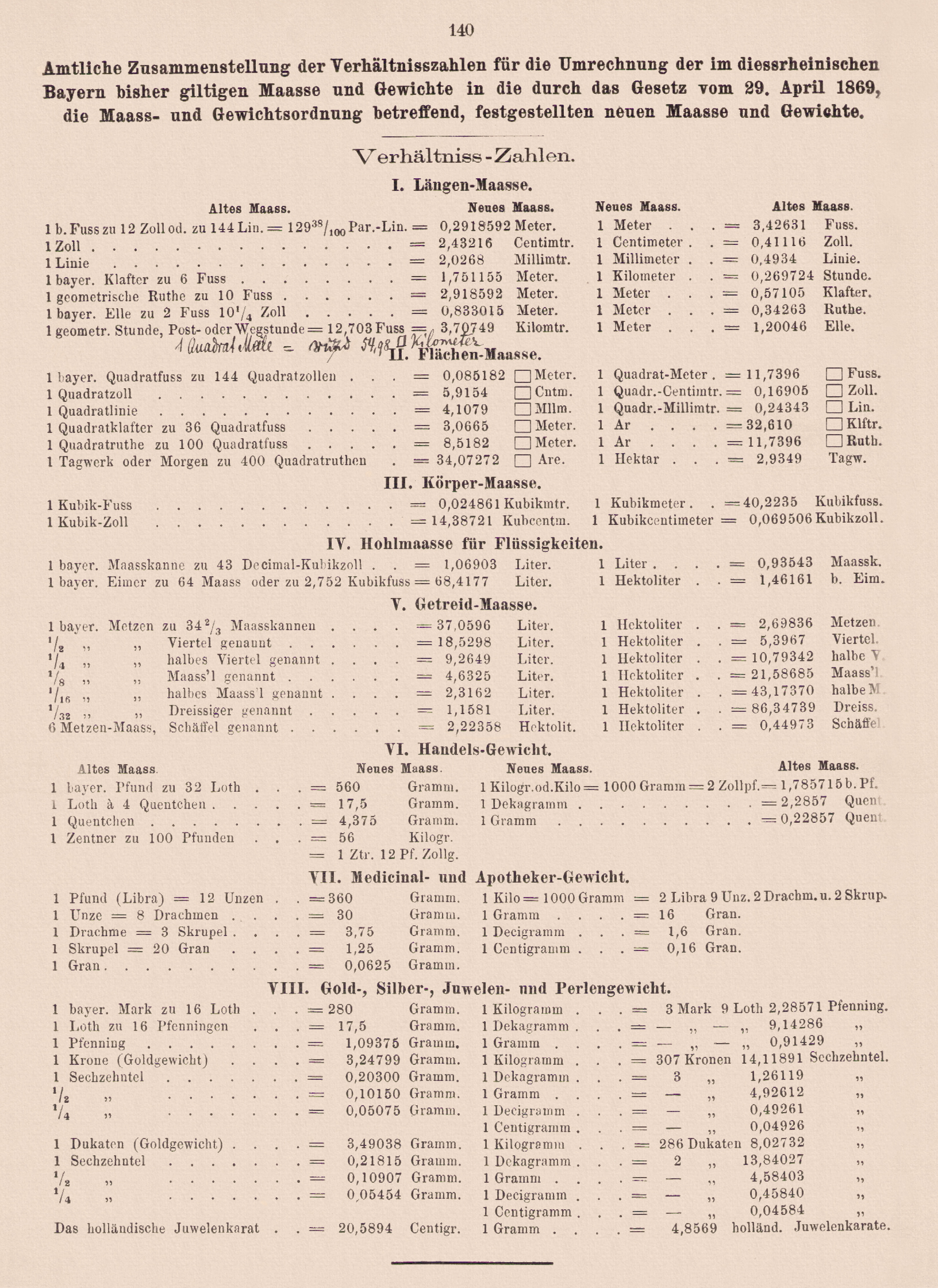
Umrechnung alter bayerischer Maße: 1 Tagwerk = 400 Quadratruten = 34,07272 Are

Ein Tagewerk oder Tagwerk (abgekürzt Tgw. oder Tagw.), im Süddeutschen und in der Deutschschweiz auch Tagwan, Tauen oder Doowa, war ein deutsches und schweizerisches Flächenmaß.

## Wortherkunft

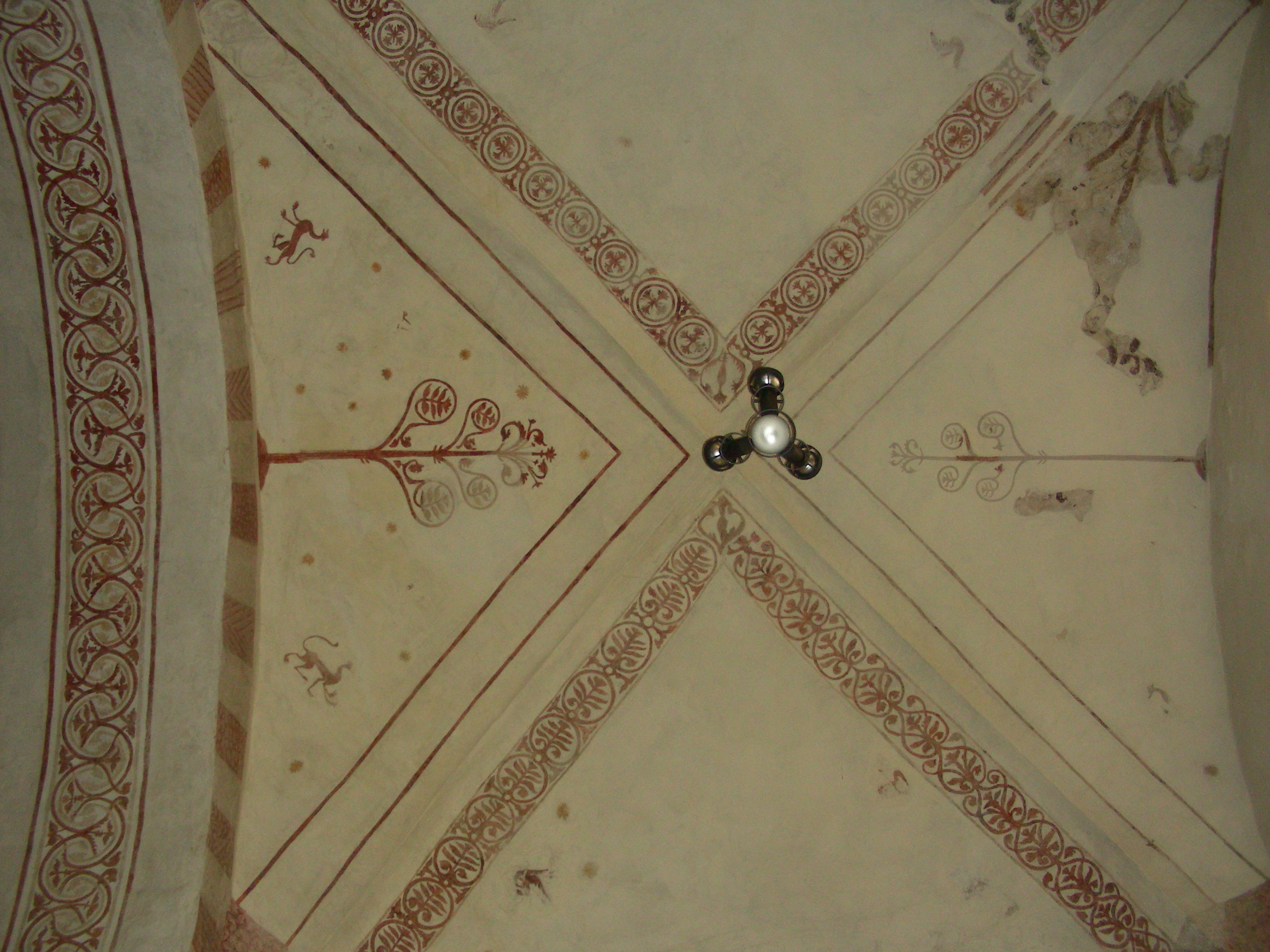
Freigelegte romanische Kalkseccomalerei. Erhalten hat sich das Tagewerk zweier Maler. Die aufgetragenen Pigmente konnten am ersten Tag in die Kalktünche einsintern. Das zweite, nicht eingebundene Tagewerk ging bei der Freilegung verloren.

Althochdeutsch tagawërc, mittelhochdeutsch tagewërc bedeutete „Arbeit um einen Tageslohn; Fronarbeit von einem Tage“. Das Grundwort der Variante Tagwan dürfte eine abgelautete Form von (ge-)winnen sein. Aus beiden Begriffen entwickelte sich ein Flächenmaß, das als Tw. oder Tagw. abgekürzt wurde.
Besondere Bedeutung hat dieser Begriff auch in der Freskomalerei, da die Maler täglich den Putz in separierten Bereichen auftrugen, die sie am jeweiligen Tag bemalen konnten. Die Randzonen dieser Bereiche werden als Tagewerkgrenze bezeichnet. Anhand dieser Grenzverläufe kann heute ermittelt werden, wie lang die Maler an einer Freskomalerei gearbeitet haben.

## Tagwerk als Maß
Ursprünglich stammt der Begriff aus der Landwirtschaft und bezeichnet jene Landfläche, die an einem Tag bestellt werden konnte, also von Sonnenaufgang bis Sonnenuntergang. Dabei legte man im Allgemeinen ein Ochsengespann zu Grunde, denn Pferde hatten in der Epoche der Grundherrschaft (etwa in der Zeit vom Frankenreich bis 1848) nur wenige der Bauern oder Halbbauern zur Verfügung.
Die so verstandene Arbeitsleistung bedeutet bei gleichmäßigem Boden und flachem Gelände ein genähertes Flächenmaß:
- Das Tagwerk umfasste in Baden, Bayern und Nassau zwischen 25 und 36 a, also 2500 bis 3600 m², speziell in Bayern 3407,27 (nach anderen Angaben 3408) m². Die Unterteilung in Bayern war 1 Tagwerk = 100 Dezimal = 400 Quadratruten = 40.000 Quadratfuß.
- Der Tagwan umfasste in der Schweiz im Fall von mähbarem Wiesland durchschnittlich etwa 30 a, im Fall von Rebland etwa 10 a.

Auch in der Torfwirtschaft rechnete man nach dem Tagwerk. So war in der Torfstecherei
- 1 Tagwerk = 8 Schlag = 32 Stock = 6292 Stück Torfsoden[5]

Entsprechungen sind:
- In flachen Teilen Österreichs und Württembergs verwendete man das Joch, das in der Schweiz Juchart genannt wird. Es ist im Allgemeinen etwas größer (durchschnittlich 40 a, in der Schweiz 36 a).
- In weiten Teilen der heutigen Schweiz rechnete man auch in Mannwerk und im Freistaat der Drei Bünde sowie in Teilen Württembergs verwandte man die Mannsmade. In der Schweiz wurden diese Einheiten im 18. und 19. Jahrhundert flächenmäßig mit der Juchart gleichgesetzt.
- In Ostfriesland war das Diemat gängiges Flächenmaß, das sich in Flurbezeichnungen bis heute erhalten hat.
- In Preußen wurde hingegen vorwiegend in Morgen gerechnet – dem an einem Vormittag zu schaffenden Flächenmaß. Es beträgt im regionalen Durchschnitt etwa 60–70 Prozent des Jochs bzw. Tagwerks, weil man am kühleren Morgen weniger ermüdet. Die Versorgung von Mensch und Tier und auch die Zeit für das Melken ist dabei eher berücksichtigt, falls keine Arbeitsteilung besteht. Dagegen wird in der bayerischen Aufstellung alter Maße und Gewichte von 1869 der Morgen als Synonym für Tagwerk verwendet.[6]

Auch in der Antike lag das Tagewerk eines Mannes Flächenmaßen zugrunde. In Griechenland war das plethron gebräuchlich, in Rom das iugerum (abgeleitet von iugum ‚Joch‘). Ein plethron umfasste etwa 876 m², das iugerum 2500 m² (von dem sich das südliche Joch ableitet).
Typologisch verwandt ist der Acre des angloamerikanischen Maßsystem, der etwa 4047 m² entspricht.